# Tomasz Szydełko
Tomasz Sergiusz Szydełko (ur. 1962) – polski chirurg, urolog, dr hab. nauk medycznych, profesor nadzwyczajny Katedry Pielęgniarstwa Klinicznego i prodziekan Wydziału Nauk o Zdrowiu Uniwersytetu Medycznego im. Piastów Śląskich we Wrocławiu.

## Życiorys
W 1986 ukończył studia medyczne na Akademii Medycznej im. Piastów Śląskich, 13 stycznia 1995 obronił pracę doktorską, 19 stycznia 2011 habilitował się na podstawie dorobku naukowego i pracy zatytułowanej Endopyelotomia czy laparoskopowa pyeloplastyka - porównawcza ocena obu metod w leczeniu chorych z wodonerczem w przebiegu zwężenia połączenia miedniczkowo-moczowodowego. 20 października 2016 nadano mu tytuł profesora w zakresie nauk medycznych.
Został zatrudniony na stanowisku  adiunkta w Katedrze i Klinice Urologii i Onkologii Urologicznej na Wydziale Lekarskim Kształcenia Podyplomowego Akademii Medycznej im. Piastów Śląskich, oraz objął funkcję profesora nadzwyczajnego w Katedrze Pielęgniarstwa Klinicznego, a także prodziekana na Wydziale Nauk o Zdrowiu Uniwersytetu Medycznego im. Piastów Śląskich we Wrocławiu.
Był dziekanem (p.o.) na Wydziale Nauk o Zdrowiu Uniwersytetu Medycznego im. Piastów Śląskich we Wrocławiu.